# Kal pri Krmelju
Kal pri Krmelju je naselje v Občini Sevnica.